# Rainhill Trials
De Rainhill Trials is de naam die in de geschiedenis van de spoorwegen is gegeven aan een vergelijkende test van een aantal locomotieven die gehouden werd in oktober 1829 op de toen grotendeels aangelegde Liverpool and Manchester Railway in het Verenigd Koninkrijk. Het doel ervan was vast te stellen of aan tractie door locomotieven de voorkeur kon worden gegeven boven voortbeweging door middel van stationaire stoommachines die treinen via kettingen zouden voortbewegen. George Stephenson was voorstander van locomotieven; de directie van de spoorweg was ten tijde van de aanleg voorstander van stationaire stoommachines: besloten werd tot het uitschrijven van een wedstrijd. De winnaar werd een prijs van GBP 500 in het vooruitzicht gesteld. De spoorwijdte bedroeg de nadien zeer algemeen gebruikelijke 4 voet 8 1/2 inch (1435 mm). 

## De "spelregels"
In de "spelregels" werden eisen gesteld aan het maximum van gewicht van locomotief (en indien van toepassing, de tender), inclusief water en brandstof; de minimaal te bereiken snelheid (10 mijl per uur), en de maximale hoogte (15 voet). De deelnemers dienden een traject af te leggen (over het inmiddels gereedgekomen deel van de spoorlijn) van 1,5 mijl op volle snelheid, met een gemiddelde snelheid van 10 mijl per uur, welk traject tien keer moest worden afgelegd. De locomotief moest gewicht van driemaal het eigen gewicht kunnen voorttrekken.
Deze eisen waren zodanig dat geen enkele op dat moment in bedrijf zijnde locomotief daaraan kon voldoen. Dit liet onverlet dat een groot aantal gegadigden een oplossing meende te hebben. In de bewoordingen van Henry Booth, treasurer van de spoorweg:
Communications were received from all classes of persons ... from professors of philosophy, down to the humblest mechanic all were zealous in their proffers of assistance. England, America and Continental Europe were alike tributary. Every element and almost every substance were brought into requisition and made subservient to the great work. The friction of the carriages was to be reduced so low that a silk thread would draw them, and the power to be applied was to be so vast as to rend a cable asunder. Hydrogen gas and high-pressure steam - columns of water and columns of mercury - a hundred atmospheres and a perfect vacuum-machines working in a circle without fire or steam, generating power at one end of the process and giving it out at the other ... - wheels within wheels, to multiply speed without diminishing power - with every combination of balancing and counteravailing forces, to the ne plus ultra of perpetual motion. Every scheme which the restless ingenuity or prolific imagination of man could devise was liberally offered to the Company; the difficulty was to choose and to decide.

## De deelnemers
Uiteindelijk meldden zich vijf deelnemers bij de aanvang van de test.

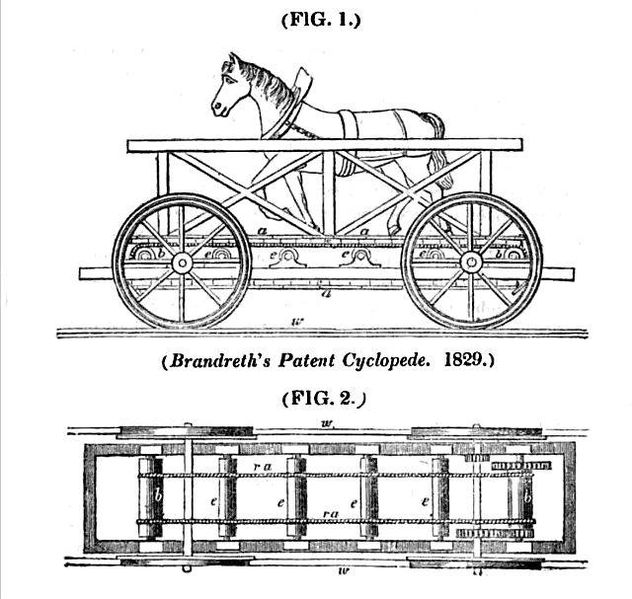
Cycloped
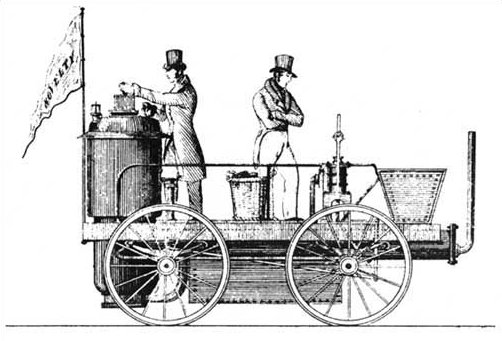
Novelty
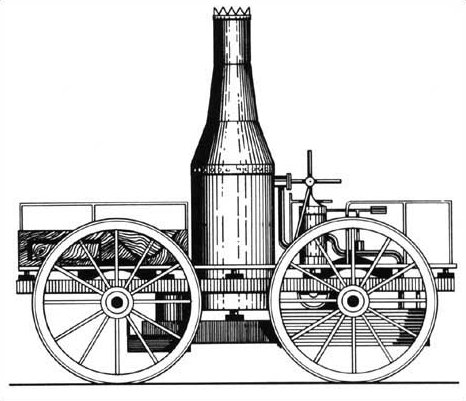
Perseverance
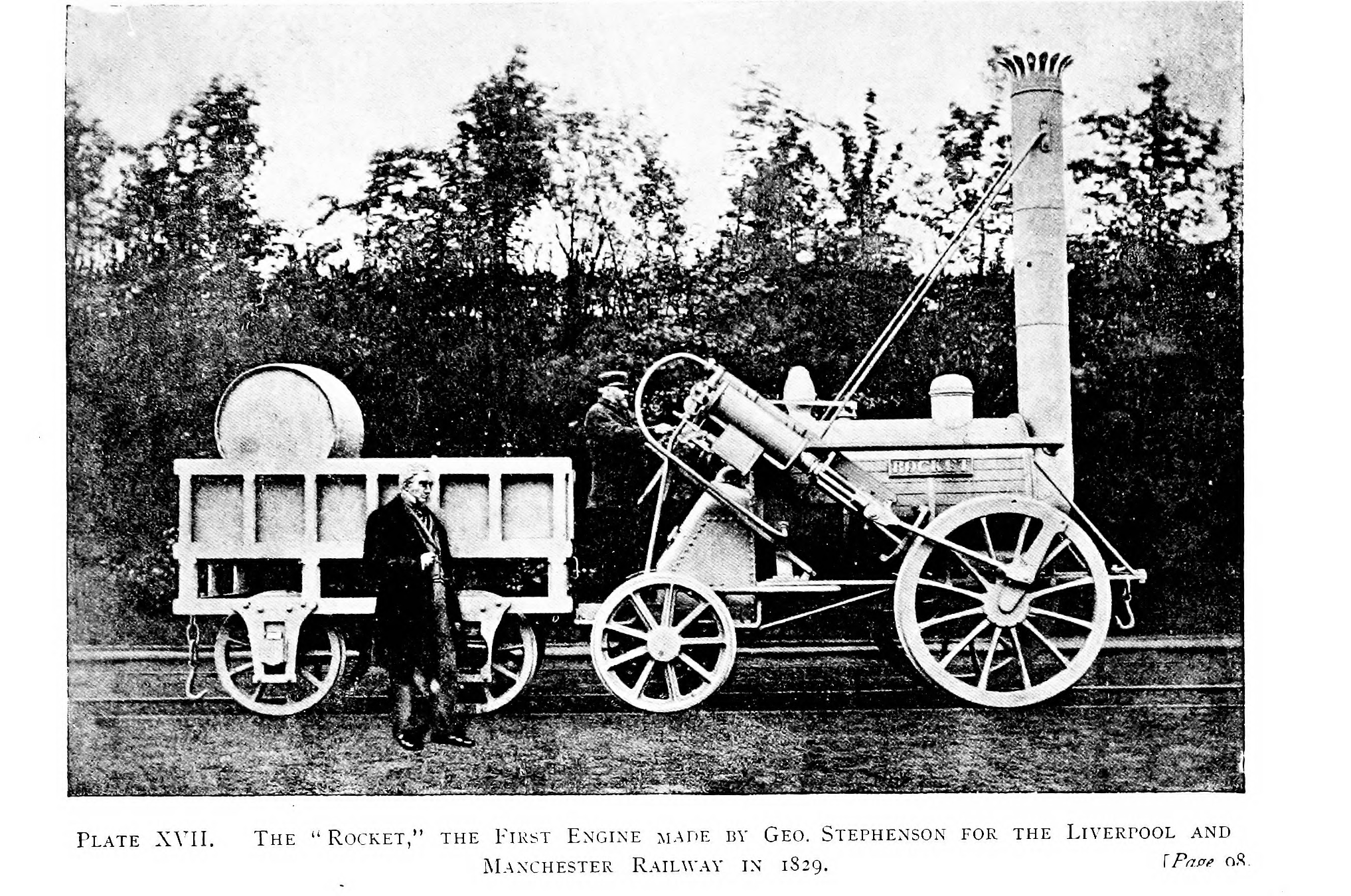
Rocket
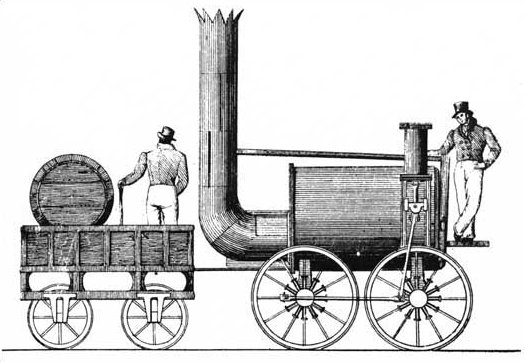
Sans Pareil

Hoewel de door een paard voortbewogen Cycloped in feite niet aan de eisen voldeed, werd eigenaar Thomas Brandreth tot de competitie toegelaten. Het paard zakte echter bij de eerste rit door de vloer van het voertuig. Perseverance van Timothy Burstall haalde de minimumsnelheid van 10 mph niet. Sans Pareil van Timothy Hackworth bleek bij weging te zwaar te zijn, maar werd toegelaten. Na 8 (van de 10) ritten begaf een cilinder het. Novelty van John Ericsson en John Braithwaite haalde op de eerste dag een voor die tijd ongekende maximumsnelheid van 28 mph, waarna een vlampijp het begaf. Op de tweede dag begaf de vlampijp het wederom, waarna de locomotief uit de race moest worden genomen. De Sans Pareil was eerst op 13 oktober gereed, maar begaf het spoedig. De Rocket was de enige locomotief die de competitie geheel voltooide, met een gemiddelde snelheid van 12 mph waarbij 13 ton werd voortbewogen. Stephenson werd uitgeroepen tot winnaar, ontving het prijzengeld en een contract voor de levering van locomotieven.
The Times deed op 12 oktober 1829 als volgt verslag van de Rainhill Trials:
THURSDAY - THIRD DAY: Mr. Stephenson's engine, " The Rocket," weighing 4 tons 3 cwt., performed, to-day, the work required by the original conditions. The following is a correct account of the performance: The engine, with its complement of water, weighed 4 tons 5 cwt., and the load attached to it was 12 tons 15 cwt., and, with a few persons who rode, made it about 13 tons. The Journey was 121 mile each way, with an additional length of 220 yards at each end to stop the engine in, making in one Journey 3[?] miles. The first experiment was of 35 miles, which is exactly ten journeys, and, including all the stoppages at the ends, was performed in 3 hours and 10 minutes, being upwards of 11 miles an hour. After this a fresh supply of water was taken in, which occupied 16 minutes, when the engine again started, and ran 35 miles in 2 hours and 52 minutes, which is upwards of 12 miles an hour, including all stoppages. The speed of the engine, with its load when in full motion, was from 14 to l7 miles an hour; and had the whole distance been in one continuing direction, there is no doubt but the result would have been 16 miles an hour. The consumption of coke was very moderate, not exceeding half a ton in the whole 70 miles. At several parts of the journey the engine moved at 18 miles an hour. SATURDAY - FIFTH DAY: In the expectatlon of witnessing the Novelty perform its appointed task, the attendance of company on the ground was more numerous today than it had been on several of the preceding days. Three times its own weight having been attached to the engine, the machine commenced its task, and performed it at the rate of 16 miles in the hour. Mr. Stephenson's engine, the Rocket, also exhibited today. Its tender was completely detached from it, and the engine alone shot along the road at the almost incredible rate of 32 miles in the hour. So astonishing was the celerity with which the engine, without its apparatus, darted past the spectators, that it could be compared to nothing hut the rapidity with which the swallow darts through the air. Their astonishment was complete, every one exclaiming involuntarily, "The power of steam".
Voor Stephenson en zijn zoon Robert was dit het begin van een succesvolle loopbaan als ingenieur en ondernemer.